# 15 februari
15 februari är den 46:e dagen på året i den gregorianska kalendern. Det återstår 319 dagar av året (320 under skottår).

## Återkommande bemärkelsedagar

### Nationaldagar
- Serbiens nationaldag (till minne av inledningen av det serbiska upproret mot Osmanska riket 1804 och antagandet av den första serbiska konstitutionen 1835)

### Flaggdagar
- Kanada: Nationella flaggdagen (till minne av att den nuvarande flaggan antogs denna dag 1965)

### Övriga dagar
- Internationella geléhallondagen[1]

## Namnsdagar

### I den svenska almanackan
- Nuvarande – Sigfrid
- Föregående i bokstavsordning
  - Sigbert – Namnet infördes på dagens datum 1986, men utgick 1993.
  - Sigbritt – Namnet infördes på dagens datum 1986 och fanns där fram till 2001, då det flyttades till 10 januari.
  - Sigfrid – Namnet har funnits på dagens datum sedan gammalt och har inte flyttats. Det finns där till minne av den engelske biskopen Sankt Sigfrid, som missionerade i Sverige på 1000-talet och som bland annat ska ha döpt Olof Skötkonung.
- Föregående i kronologisk ordning
  - Före 1901 – Sigfrid
  - 1901–1985 – Sigfrid
  - 1986–1992 – Sigfrid, Sigbritt och Sigbert
  - 1993–2000 – Sigfrid och Sigbritt
  - Från 2001 – Sigfrid
- Källor
  - Brylla, Eva (red.): Namnlängdsboken, Norstedts ordbok, Stockholm, 2000. ISBN 91-7227-204-X
  - af Klintberg, Bengt: Namnen i almanackan, Norstedts ordbok, Stockholm, 2001. ISBN 91-7227-292-9

### Finlandssvenska almanackan
- Nuvarande från 1929[2] – Sigfrid
- I föregående revideringar[a][3]
  - inga ändringar sedan 1929

## Händelser
- 399 f.Kr. – Den grekiske filosofen Sokrates döms av atenska myndigheter till döden, för gudlöshet och fördärvande av ungdomen. Han vägrar gå i exil och tvingas därför ända sitt liv genom att dricka odört.
- 1145 – Sedan Lucius II har avlidit samma dag väljs Bernardo Pignatelli till påve och tar namnet Eugenius III.
- 1362 – Den norske kungen Håkan Magnusson väljs till kung av Sverige i opposition mot sin far Magnus Eriksson, vilket är första gången källorna omnämner att representanter från den östra rikshalvan (Finland) deltar i ett svenskt kungaval. Senare under året ingår de båda dock en förlikning och kommer överens om att gemensamt styra Sverige som samregenter.
- 1364 – Kung Magnus Erikssons systerson Albrekt av Mecklenburg, som hösten innan har inkallats av svenska stormän för att avsätta Magnus, väljs till kung av Sverige vid Mora stenar, varvid både Magnus och hans son Håkan förklaras avsatta som svenska regenter. De vägrar dock erkänna avsättningen och trots att de lider ett avgörande nederlag mot Albrekts trupper året därpå kommer kriget mellan de båda partierna pågå i många år, innan Magnus och Håkan erkänner sig besegrade och drar sig tillbaka till Norge.
- 1775 – Sedan Clemens XIV har avlidit året före väljs Giovanni Angelico Braschi till påve och tar namnet Pius VI.
- 1891 – Den svenska Allmänna Idrottsklubben (AIK) grundas av några ungdomar på Biblioteksgatan 8 i Stockholm och ordförande blir initiativtagaren Isidor Behrens. Namnet antas, för att man har tänkt ägna sig åt alla möjliga olika sorters idrotter, till skillnad från de andra idrottsklubbar som bildas vid denna tid, som oftast är inriktade på en enda idrottsgren.
- 1899 – Den ryske tsaren Nikolaj II utfärdar det så kallade Februarimanifestet, vilket inleder en aktiv förryskningspolitik av det autonoma ryska storfurstendömet Finland. Manifestet anger, att rikslagarna (finländska rikslagar, som kan beröra hela Rysslands intressen) inte längre ska stiftas gemensamt av tsaren och den finländska lantdagen, utan att tsaren ensam ska ha beslutanderätt och lantdagen endast yttranderätt i dessa ärenden. Efter flera protester, bland annat den stora deputationen i mars samma år, utfärdar tsaren 1905 det så kallade Novembermanifestet, som upphäver Februarimanifestet och bekräftar rikslagarna.
- 1948 – Det första stock car-loppet i organisationen NASCAR:s regi hålls i Daytona Beach i den amerikanska delstaten Florida. Tävlingen hålls endast två månader efter att organisationen har grundats (på samma ort).
- 1965 – Kanada antar sin nuvarande flagga med ett rött lönnlöv på ett vitt fält, omgivet av två röda fält (). Den ersätter därmed den tidigare Canadian Red Ensign, en röd flagga med den brittiska infälld i övre vänstra hörnet och Kanadas riksvapen till höger (), som har varit i bruk i denna form sedan 1957, men i olika varianter sedan 1868.
- 1978 – Rhodesias premiärminister Ian Smith går med på att tillåta en övergång till färgat majoritetsstyre i landet. Han kvarstår som premiärminister till den 30 juni 1979, då han avgår och efterträds av den färgade nationalistledaren Abel Muzorewa.
- 1982 – Den kanadensiska oljeplattformen Ocean Ranger, som står 267 kilometer utanför New Foundlands kust, kantrar av en jättevåg, som bland annat slår in i kontrollrummet och slår ut det datorstyrda kontrollsystemet för ballasttankarna, varvid samtliga 84 arbetare på plattformen omkommer.
- 1989 – Sovjetunionen tillkännager officiellt att alla sovjetiska trupper har lämnat Afghanistan, lite mer än nio år efter att den sovjetiska invasionen av landet inleddes den 24 december 1979.
- 1990 – Den svenska socialdemokratiska regeringen lämnar in sin avskedsansökan, efter att dess förslag om lönestopp har fallit i riksdagen. Då det inte finns underlag för någon borgerlig regeringsbildning kan dock statsminister Ingvar Carlsson bilda en ny regering den 27 februari.
- 2003
  - Miljontals människor världen över demonstrerar mot USA:s och Storbritanniens planer på att invadera Irak. Trots detta inleder de båda förstnämnda ett krig mot det senare den 20 mars samma år.
  - Då cirka 500 skridskoåkare befinner sig på långfärd vid Askö i Stockholms skärgård börjar isen spricka och ungefär 200 av dem hamnar på olika isflak. De flesta av dem lyckas ta sig i land, men efter att man har ringt SOS Alarm tar det en svävare från sjöräddningen omkring två timmar att rädda 36 av dem, som sitter fast på flaken.
- 2010 – Charlotte Kalla vinner sin första olympiska guldmedalj på 10 km fri stil i Vancouver.
- 2014 – Under vinter-OS i Sotji i Ryssland vinner Charlotte Kalla sin andra olympiska guldmedalj på stafett på 4x5 km tillsammans med Ida Ingmarsdotter, Emma Wikén och Anna Haag.
- 2015 – 21 kopter, av vilka de flesta kommer från byn Al-Our utanför al-Minya i Egypten, halshuggs av Islamiska staten.[4] Några dagar senare förklaras kopterna vara martyrer inom koptisk-ortodoxa kyrkan.[5]
- 2018 – Hanna Öberg tar OS-guld på 15 km individuell start i Pyeongchang.

## Födda
- 1564 – Galileo Galilei, italiensk naturforskare
- 1571 – Michael Praetorius, tysk organist och tonsättare
- 1649 – Claes Fleming, svensk lantmarskalk och riksråd
- 1700 – Casten Rönnow, svensk läkare och donator
- 1710 – Ludvig XV, kung av Frankrike 1715–1774
- 1735 – John Hall den äldre, svensk handelsman
- 1748 – Jeremy Bentham, brittisk filosof, grundare av utilitarismen
- 1764 – Jens Baggesen, dansk författare
- 1808 – Robert H. Morris, amerikansk demokratisk politiker, borgmästare i New York 1841–1844
- 1813 – Frederick Holbrook, amerikansk republikansk politiker, guvernör i Vermont 1861–1863
- 1820 – Arvid Posse, svensk politiker, greve och godsägare, Sveriges statsminister 1880–1883
- 1845 – Elihu Root, amerikansk advokat och statsman, mottagare av Nobels fredspris 1912
- 1850 – Albert B. Cummins, amerikansk republikansk politiker, senator för Iowa 1908–1926
- 1858 – William Henry Pickering, nordamerikansk astronom
- 1861
  - Billy Adams, amerikansk demokratisk politiker, guvernör i Colorado 1927–1933
  - Charles Édouard Guillaume, schweizisk-fransk fysiker, mottagare av Nobelpriset i fysik 1920
- 1873 – Hans von Euler-Chelpin, tysk-svensk kemist, mottagare av Nobelpriset i kemi 1929
- 1874 – Ernest Shackleton, brittisk polarforskare
- 1878 – John W. Björling, svensk skådespelare, bryggeriarbetare och timmerman
- 1882
  - John Barrymore, amerikansk skådespelare
  - Signe Lundberg-Settergren, svensk skådespelare
- 1890 – Robert Ley, tysk nazistisk politiker
- 1893 – Algot Larsson, svensk skådespelare
- 1904 – Sten Looström, svensk skådespelare
- 1905 – Harold Arlen, amerikansk kompositör
- 1907 – Cesar Romero, amerikansk skådespelare
- 1913 – Willy Vandersteen, belgisk serietecknare
- 1917
  - Gösta Andersson, svensk brottare, OS-guld 1948, OS-silver 1952
  - Egil Holmsen, svensk regissör, manusförfattare, journalist, författare och skådespelare
- 1922 – John B. Anderson, amerikansk politiker, kongressledamot 1961–1981, oberoende presidentkandidat 1980
- 1927
  - Carlo Maria Martini, italiensk kardinal
  - Bengt-Olof Thylén, svensk disponent och moderat politiker
- 1929 – Graham Hill, brittisk racerförare
- 1931 – Claire Bloom, brittisk skådespelare
- 1932 – Erika Remberg, österrikisk skådespelare
- 1935 – John Rusling Block, amerikansk republikansk politiker, USA:s jordbruksminister 1981–1986
- 1937 – Terry Everett, amerikansk republikansk politiker, kongressledamot 1993–2009
- 1940 – Taichirō Hirokawa, japansk röstskådespelare och berättare
- 1941 – Leif Blomberg, svensk socialdemokratisk politiker, ordförande för fackförbundet Metall 1982–1993, statsråd 1994–1998
- 1942 – Gunilla Åkesson, svensk skådespelare och sångare
- 1945 – Douglas Hofstadter, amerikansk akademiker och författare
- 1947 – Marisa Berenson, amerikansk skådespelare
- 1948
  - Bernd Pischetsrieder, tysk ingenjör och företagsledare
  - Radislav Krstić, serbisk general och krigsförbrytare
- 1950 – Gustav Svensson, svensk missbrukare som blev känd som "Stoffe" genom dokumentären Dom kallar oss mods
- 1951 – Jane Seymour, brittisk skådespelare
- 1953
  - Gregory Campbell, nordirländsk politiker, parlamentsledamot för the Democratic Unionist Party 2001–
  - Derek Conway, brittisk parlamentsledamot för de konservativa 1983–1997 och 2001–2010
- 1954
  - Matt Groening, amerikansk serietecknare
  - Brad Little, amerikansk republikansk politiker
- 1955 – Christopher McDonald, amerikansk skådespelare
- 1956 – Nils Landgren, svensk trombonist
- 1961 – Mikael Tornving, svensk komiker, skådespelare och tv-programledare
- 1962 – Niklas Hjulström, svensk skådespelare och regissör
- 1968 – Tomas Svensson, svensk handbollsspelare (målvakt)
- 1969 – Sami al-Hajj, sudanesisk kameraman som hölls sex år i Guantanamo Bay-fånglägret
- 1972 – Jaromír Jágr, tjeckisk ishockeyspelare
- 1973 – Hanna Zetterberg, svensk barnskådespelare och vänsterpartistisk politiker
- 1974 – Alexander Wurz, österrikisk racerförare
- 1975 – Timo Heinonen, finländsk samlingspartistisk politiker
- 1976 – Henrik Nilsson, svensk kanotist, OS-guld 2004
- 1977 – Brooks Wackerman, amerikansk musiker, trumslagare i punkbandet Bad Religion
- 1986 – Adam Lundgren, svensk skådespelare
- 1987 – Therése Lindgren, svensk youtubare
- 2000
  - Jakub Kiwior, polsk fotbollsspelare
  - Michał Skóraś, polsk fotbollsspelare

## Avlidna
- 399 f.Kr. – Sokrates, omkring 70, grekisk filosof
- 1145 – Lucius II, född Gherardo Caccianemici dall'Orso, påve sedan 1144
- 1157 – Konrad I av Meissen, omkring 58, greve av Wettin och markgreve av Meissen 1123–1156
- 1543 – Johann Eck, 56, tysk romersk-katolsk teolog
- 1637 – Ferdinand II, 58, tysk-romersk kejsare sedan 1619
- 1687 – Matthäus Merian den yngre, 65, schweizisk-tysk målare
- 1714 – Hans Wachtmeister af Johannishus, 63, svensk amiralgeneral
- 1781 – Gotthold Ephraim Lessing, 52, tysk dramatiker, kritiker och författare i filosofi och estetik
- 1794 – Olof Celsius den yngre, 77, svensk professor i historia vid Uppsala universitet, biskop i Lunds stift sedan 1777, ledamot av Svenska Akademien sedan 1786
- 1819 – Jacob Axelsson Lindblom, 72, svensk kyrkoman, ärkebiskop i Uppsala stift sedan 1805, ledamot av Svenska Akademien sedan 1809
- 1844 – Henry Addington, 86, brittisk statsman, Storbritanniens premiärminister 1801–1804
- 1854 – Samuel Owen, 79, brittisk-svensk tekniker, konstruktör och industriman, pionjär inom svensk ångkraft
- 1857 – Michail Glinka, 52, rysk kompositör
- 1887 – Peder Balke, 82, norsk landskapsmålare
- 1892 – Theodor Wisén, 56, svensk professor i nordiska språk, rektor för Lunds universitet 1876–1877 och 1885–1891, ledamot av Svenska Akademien sedan 1878
- 1904 – Mark Hanna, 66, amerikansk industrialist och republikansk politiker, senator för Ohio sedan 1897
- 1928 – H.H. Asquith, 75, brittisk politiker, Storbritanniens premiärminister 1908–1916
- 1959 – Owen Willans Richardson, 79, brittisk fysiker, mottagare av Nobelpriset i fysik 1928
- 1965 – Nat King Cole, 45, amerikansk jazzpianist och -sångare
- 1970 – Hugh Dowding, 87, brittisk officer, vice flygmarskalk
- 1976 – Gösta Hammarbäck, 68, svensk filmproducent
- 1984 – Ethel Merman, 76, amerikansk sångare och skådespelare
- 1988 – Richard Feynman, 69, amerikansk fysiker, mottagare av Nobelpriset i fysik 1965
- 1990 – Ulf Johanson, 68, svensk skådespelare
- 1991 – Birger Malmsten, 70, svensk skådespelare
- 1995 – Einar Gustafsson, 80, svensk lantbrukare och centerpartistisk politiker, landshövding i Gotlands län
- 1999 – Henry Way Kendall, 72, amerikansk fysiker, mottagare av Nobelpriset i fysik 1990
- 2004 – Hasse Ekman, 88, svensk skådespelare och regissör
- 2005 – Sven Rydenfelt, 94, svensk nationalekonom och opinionsbildare
- 2007
  - Ray Evans, 92, amerikansk låtskrivare
  - Lars Orup, 88, svensk tv-journalist
- 2012
  - Elyse Knox, 94, amerikansk skådespelare
  - Lina Romay, 57, spansk skådespelare
- 2015
  - Steve Montador, 35, kanadensisk ishockeyspelare
  - Gustaf Sjökvist, 71, svensk dirigent och kyrkomusiker
- 2016 – George Gaynes, 98, amerikansk skådespelare
- 2020 – Caroline Flack, 40, brittisk TV-programledare
- 2022
  - P.J. O'Rourke, 74, amerikansk journalist, författare och politisk satiriker
  - Józef Zapędzki, 92, polsk sportskytt
- 2023
  - Kerstin Tidelius, 88, svensk skådespelare
  - Raquel Welch, 82, amerikansk skådespelare
- 2025
  - Elsie Johansson, 93, svensk författare
  - Cecilia Stegö Chilò, 65, svensk journalist, styrelseproffs och moderat politiker